# Gare de Reedham (Norfolk)
La gare de Reedham est une gare ferroviaire britannique du Wherry Lines, située au village de Reedham dans le comté du Norfolk à l'est de Angleterre.

## Situation ferroviaire
Établie à 4 mètres d'altitude, la gare de Reedham est située au point kilométrique (PK) 12,13 de la Wherry Lines : ligne de Norwich à Lowestoft, entre les gares de Cantley et de Haddiscoe. Gare de bifurcation, elle est également l'origine de la Wherry Lines : ligne de Reedham à Great Yarmouth, avant la Reedham junction et la gare de Berney Arms.

## Histoire
La station intermédiaire de Reedham est mise en service le 1er mai 1844 par la Compagnie du chemin de fer de Yarmouth à Norwich (en anglais : Yarmouth & Norwich Railway (Y&NR)), lorsqu'elle ouvre à l'exploitation sa ligne de Yarmouth à Norwich.